# Пеннинкс, Неллеке
Неллеке Пеннинкс (нидерл. Nelleke Penninx, род. 14 сентября 1971) — голландская спортсменка, гребчиха, призёр кубка мира и чемпионата мира по академической гребле, а также Летних Олимпийских игр 2000 года.

## Биография
Неллеке Пеннинкс родилась 14 сентября 1971 года в нидерландском городе Лусдрихте, Северная Голландия Тренировалась в клубе «Phocas NSRV», (Неймеген). Профессиональную карьеру гребца начала с 1994 года.
Первые профессиональные соревнования на международной арене в которых Пеннинкс приняла участие был национальный кубок по академической гребле 1992 года в Глазго, Великобритания (1992 NATIONS CUP). В финале заплыва двоек парных голландская команда гребцов с результатом 07:19.820 заняла 4 место, уступив соперницам из Польши (07:17.750 — 3е место), Германии (07:13.110 — 2е место) и Румынии (07:08.490 — 1е место).
Во время III этапа кубка мира по академической гребле 1999 года (1999 WORLD ROWING CUP III) в швейцарской Люцерне, Пеннинкс участвовала в составе голландской восьмёрки с рулевой. Её команда с результатом 06:04.200 финишировала второй, уступив первенство заплыва соперницам из Румынии (06:01.900).
Бронзовую медаль на соревнованиях чемпионата мира по академической гребле 1995 в Тампере Пеннинкс заработала в заплыве четвёрок. Голландские спортсменки финишировали третьими (06:43.220), уступив первенство соперницам из Канады (06:43.020 — 2е место) и Германии (06:40.800 — 1е место).
На Летних Олимпийских играх 2000 года в Сиднее Пеннинкс в составе голландской команды финишировала второй и выиграла серебряные медали заплыва восьмерок с рулевой. С результатом 06:09.390 они уступили первенство соперницам из Румынии (06:06.440 — 1е место), обогнав канадок (06:11.580 — 3е место).